# Perichaeta posthuma
Espèce
Perichaeta posthuma est une espèce de vers de terre de la famille des Megascolecidae.

## Systématique
Le nom scientifique complet (avec auteur) de ce taxon est Perichaeta posthuma Vaillant, 1868.
Perichaeta posthuma a pour synonymes :
- Metaphire posthuma (Vaillant, 1868)
- Metaphire affinis (Perrier, 1872)
- Pheretima posthuma (Vaillant, 1868)[2]

### Référence biologique
- (fr + en) GBIF : Perichaeta posthuma Vaillant, 1868 (consulté le 1er mai 2021)
- (fr + en) ITIS : Metaphire posthuma (Vaillant, 1868) (consulté le 1er mai 2021)